# Anger (Berchtesgadener Land)
Anger er en kommune i den sydøstlige del af den tyske delstat Bayern, i Regierungsbezirk Oberbayern. Kommunen ligger i landskaber Rupertiwinkel, i nærheden af motorvej A8 München-Salzburg. I kommunen ligger det tidligere Kloster Höglwörth, der hørte til Augustinerordenen.

## Geografi
Bjergryggen Högl hæver sig fra den venstre bred af floden Saalach op i en højde af 827 moh.

### Bydele
Til Anger hører følgende bydele, landsbyer og bebyggelser: Anger, Aufham, Hadermarkt, Hainham, Högl, Höglwörth, Holzhausen, Irlberg, Jechling, Lebloh, Moosbacherau, Oberhögl, Pfaffendorf (Pfaffendorf-Anger), Pfingstl, Prasting, Reitberg, Steinhögl, Stockham, Stoißberg, Thal, Unterberg, Vachenlueg, Wolfertsau og Zellberg.

### Nabokommuner
Nabokommuner er : Ainring, Inzell, Piding og Teisendorf.